# Sebastjan
Sebastjan je moško osebno ime.

## Izvor imena
Ime Sebastjan tako kot tudi Boštjan izhaja iz latinskega imena Sebastianus, ki je s končnico -anus izpeljano iz grškega imena Σεβαστoς (Sebastós). To ime razlagajo z grško besedo σεβαστoς (sebastós) v pomenu »častljiv, vzvišen, svetniški, cesarski«. Grško ime Σεβαστoς pa je pravzaprav prevod latinskega imena Avgustus (slovensko Avgust), ki se ga je prvi nadel rimski cesar Gaius Iulius Caesar Octavianus Augustus.

## Različice imena
- moške različice imena: Boštjan, Sebastian, Sebastjan, Sebastijan, Sabjan, Sebjan
- ženske različice imena: Boštijana, Boštjana, Sebastjana, Sebastina, Sebastijana, Saba

## Tujejezikovne različice imena
- pri Italijanih: Sebastiano
- pri Nemcih: Bastian
- pri Madžarih: Sebestyén
- pri Prekmurcih Sebaščan
- pri Norvežanih: Sebastian
- pri Rusih: Севастьян
- pri Srbih: Себастијан
- pri Švedih: Sebastian

## Pogostost imena
Po podatkih Statističnega urada Republike Slovenije je bilo na dan 31. decembra 2007 v Sloveniji število moških oseb z imenom Sebastjan: 2.039. Med vsemi moškimi imeni pa je ime Sebastjan po pogostosti uporabe uvrščeno na 110. mesto.

## Osebni praznik (god)
V koledarju je ime Sebastjan (Boštjan, Sebastijan) zapisano 20. januarja (sv. Boštjan, mučenec, † 20. jan. v 3.stol.) 

## Zanimivost
- Sebasté ali Sebastéa se je v antiki imenovalo več mest, posvečenih cesarju Avgustu. Sebastijani so bili prvotno verjetno prebivalci teh mest. Spomin na antično mesto Σεβαστoπoλις (Sebastopolis), po Ptolemaju Dioskuriada, sedaj ohranjena na polotoku Krimu kot mesto Sevastopol, kot ga je leta 1783 poimenoval Grigorij Aleksandrovič Potemkin.
- Sebastjan Cettul se je rodil novembra 1999.